# Maria Magdalena av Oettingen-Baldern
Maria Magdalena av Oettingen-Baldern, född 1619, död den 31 augusti 1688, var markgrevinna av Baden, gift 1650 med Vilhelm I av Baden. Hon blev fostermor till Badens tronföljare, makens sonson, sedan hennes styvson hämtat sin son från sin hustru, som hade återvänt till sitt hemland Frankrike.